# Berhane Tesfay
Berhane Tesfay (Tigrinya ብርሃነ ተስፋይ, * 9. Januar 1987) ist ein eritreischer Leichtathlet, der sich auf den Marathonlauf spezialisiert hat.

## Sportliche Laufbahn
Tesfay nahm an den Olympischen Sommerspielen 2024 in Paris teil. Im Marathon kam er mit einer Zeit von 2:18:50 h auf Rang 64.